# Viktor Poegatsjov

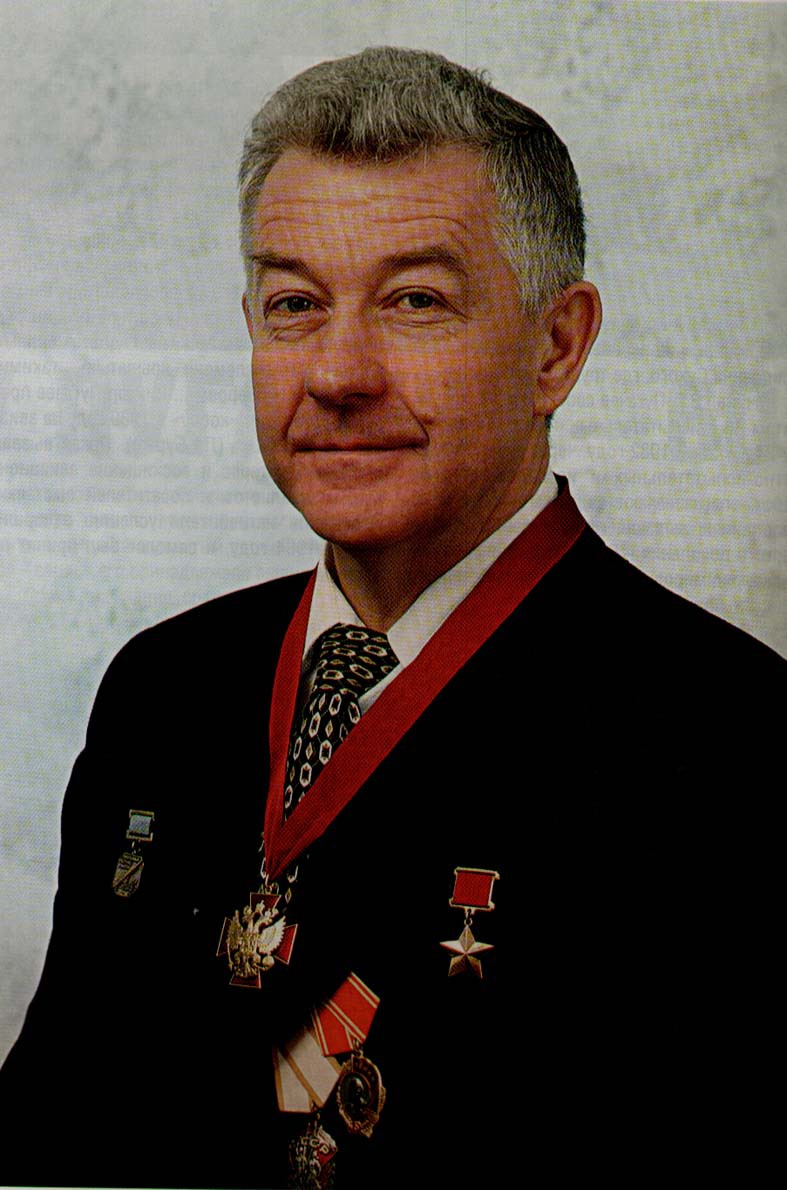
Viktor Poegatsjov

Viktor Georgievitsj Poegatsjov (Russisch: Виктор Георгиевич Пугачёв) (Taganrog, 8 augustus 1948) is een Russische straaljagerpiloot die voornamelijk bekend is geworden door zijn vluchten met varianten van de Soechoj Soe-27.

## Carrière
Hij slaagde in 1970 aan de militaire luchtvaartschool in Ejsk waarna hij daar tot 1977 vlieginstructeur was. In het jaar daarna voltooide hij zijn opleiding tot testpiloot, waarna hij tot oktober 1980 in deze functie verbonden was aan het Gromov Instituut voor luchtvaartonderzoek. Hier voerde hij onder andere tests uit met de MiG-23, MiG-25, Soe-15, Soe-24 en Tu-16LL.
In datzelfde jaar slaagde hij aan het luchtvaartinstituut van Moskou, waarna hij tot 2001 testpiloot was voor Soechoj. Hij testte hier onder andere de Soe-25, Soe-27, Soe-33, Soe-34 en Soe-35 en zette in totaal dertien wereldrecords neer in de Soechoj P-42. Ook was hij op 1 november 1989, 13:46u lokale tijd de eerste die de Soe-27K (prototype van de Soe-33) landde op een vliegkampschip. De meeste faam kreeg hij echter door de naar hem genoemde manoeuvre, de Poegatsjov Cobra, die hij op 28 april van datzelfde jaar voor het eerst uitvoerde.

## Records
| Datum      | Klasse (en groep) | Omschrijving                               | Record      | Status                                        |
| ---------- | ----------------- | ------------------------------------------ | ----------- | --------------------------------------------- |
| 1986-11-15 | C-1 (3)           | Klimtijd naar 3.000 m                      | 25,37 s     | Record                                        |
| 1986-11-15 | C-1h (3)          | Klimtijd naar 3.000 m                      | 25,37 s     | Record                                        |
| 1986-11-15 | C-1 (3)           | Klimtijd naar 6.000 m                      | 37,05 s     | Record                                        |
| 1986-11-15 | C-1h (3)          | Klimtijd naar 6.000 m                      | 37,05 s     | Record                                        |
| 1986-11-15 | C-1 (3)           | Klimtijd naar 9.000 m                      | 47,03 s     | Verbeterd naar 44,18 s door hetzelfde toestel |
| 1986-11-15 | C-1h (3)          | Klimtijd naar 9.000 m                      | 47,03 s     | Verbeterd naar 44,18 s door hetzelfde toestel |
| 1986-11-15 | C-1 (3)           | Klimtijd naar 12.000 m                     | 58,10 s     | Verbeterd naar 55,54 s door hetzelfde toestel |
| 1986-11-15 | C-1h (3)          | Klimtijd naar 12.000 m                     | 58,10 s     | Verbeterd naar 55,54 s door hetzelfde toestel |
| 1990-03-29 | C-1h (3)          | Klimtijd naar 15.000 m met 1.000 kg lading | 1 m 21,71 s | Record                                        |
| 1993-05-20 | C-1i (3)          | Klimtijd naar 15.000 m                     | 2 m 6 s     | Record                                        |
| 1993-05-20 | C-1i (3)          | Klimtijd naar 15.000 m met 1.000 kg lading | 2 m 6 s     | Record                                        |
| 1993-05-20 | C-1i (3)          | Lading naar 15.000 m                       | 1.015 kg    | Record                                        |
| 1993-05-20 | C-1i (3)          | Hoogte met 1.000 kg lading                 | 22.250 m    | Record                                        |